# Mikołaj Gubbenet
Mikołaj Gubbenet (ros. Николай Кoнстантинович Гюббенет) (ur. 10 sierpnia 1862, zm. 9 marca 1931 w Rydze) – rosyjski polityk.

## Życiorys
Był deputowanym III Dumy Państwowej Imperium Rosyjskiego wybranym w 1907 z guberni mohylewskiej. Należał do frakcji nacjonalistów. Emigrował po wybuchu rewolucji październikowej.